# Sistema londinese
Il sistema londinese è un'apertura del gioco degli scacchi, rientra nella partita di donna.

## Caratteristiche
In tale apertura necessitano  le mosse:
1. d4 d5
2. Af4

Da cui si può presentare uno schema tipo il sistema Colle o il sistema di Londra. Utilizzatori di tale mossa sono il G.M. Bagirov e Kovacevic.

## Continuazioni
- 2…Cf6 3.e3 c5 4.c3 Cc6 5.Cd2 Af5 6.Db3 Dd7 7.Cgf3 c4 8.Dd1 e6 9.b3 Aa3 10.Ce5 De7 11.g4 Cxe5 12.gxf5 Cd3+ 13.Axd3 cxd3 14.Db1 Tc8 15.Dxd3 e il Nero è in vantaggio.
- 2…Cf6 3.e3 e6 4.Cd2 Ad6 5.Cf3 b6 6.Ad3 Ab7 7.0-0 0-0 8.c3 c5 9.Ce5 Ce4 10.Axe4 dxe4 11.dxc5 Axc5 12.Cb3 f6 13.Cxc5 bxc5 14.Cc4 con parità.